# المرشدية
المرشدية طائفة صغيرة يوجد معظم أتباعها في سوريا، لا يوجد إحصاء رسمي لعدد المرشديين في سوريا وهم يعيشون ما بين محافظات اللاذقية، حمص، منطقة الغاب في حماة، وفي دمشق وريفها كما أن هذه الطائفة لا توجد في بلد آخر سوى سوريا، إلا بأعداد محدودة تعود إما لسوريين مهاجرين أو زيجات مختلطة أو أعداد صغيرة قد تكون دخلت المرشدية. وهم منتشرون في منطقة الغاب في سورية ويعبدون زعيمهم الروحي.
وقد دافع المفكر محمد علي عبد الجليل عن المرشدية كحركة تحرُّر حرَّرَت الفرد من السلطة الدينية للمشايخ وأعادت ربطَه بسلطته الضميرية الخاصة به فاعتبر أن «المرشدية هي الدينُ الذي أعادَ ربطَ الإنسانِ بالدين من خلال تحريرِه من الدين». كما دافع عن المرشدية الكاتب والمفكر الديني السوري نبيل فياض، بالإضافة إلى جمال باروت وغيرهم.
المصدر الوحيد للتعريف بالمرشدية  كتاب لمحات حول المرشدية ذكريات وشهادات ووثائق الكاتب نور المضيء سلمان مرشد

## ظهور المرشدية

### 1923-1946
تعود جذور ظهور المرشديّة في النصف الأول من القرن العشرين في سوريا عن طريق سلمان المرشد في منطقة الحدود الجبليّة بين محافظتي اللاذقية وحماة ومن تلك المنطقة امتدّت الدعوة إلى مناطق أخرى في محافظات حمص ودمشق، والآن فالوجود المرشدي في محافظتي حمص والاذقية هو الأقوى. كان سلمان المرشد قد لفت الأنظار إليه في 1923 عندما بشّر بقرب ظهور المهدي لـ«يملأ الأرض عدلاً». ولم يدع الناس أن يتخذوه ربا كما يشاع وكان سلمان قد دعا إلى إلغاء الكثير من العادات التي تمس سيطرة مشايخ العلويين على أتباعهم. أعدم سلمان في نهاية عام 1946 بتهمة يقول البعض أنها ادعاءه الألوهية  إلا أن العديد من الباحثين يؤكدون قرار الاتهام والإعدام لم يتطرق أبداً إلى مسألة ادعاء الألوهية كما يشاع بل أنه أعدم بتهمة قتل زوجته والتحريض على قتل آخرين في المواجهة التي حصلت مع الدرك في قريته بنهاية 1946 وقد لفقت له جميع هذه التهم بدوافع سياسية بحتة.

سلمان المرشد 
نادى بنفسه زعيماً للعشيرة الغسانية.حارب الاقطاع و البرجوازية و الطبقية و كان صاحب أول ثورة اجتماعية تحررية في تاريخ سوريا الحديث.

### 1946-1952
الدعوة الفعلية للمذهب المرشدي تُنسب إلى مجيب سلمان المرشد والذي يعتبر المرجع الأول للمرشدية التي أعلنها في 25 آب (أغسطس) من عام 1951. غاب الشاب مجيب على يد عبد الحق شحادة آمر الشرطة العسكرية في عهد أديب الشيشكلي، وبإيعاز منه، في 27 تشرين الثاني (نوفمبر) 1952. يعتبره المرشديون المخلّص الذي أعطى المعرفة الجديدة عن الله، وقد أشار مجيب قبل قتله إلى أخيه الأصغر ساجي المرشد باعتباره «الإمام ومعلم الدين». لذلك يُعتبر ساجي المرشد المرجعية الدينية التي يلجأ إليها المرشديون في أمور دينهم. والمخلّص حدثهم عن غيبته وتفاصيلها.

### 1952-الآن
باعتباره الإمام ومعلم الدين بعد غيبة المخلّص عام 1952 أصبح ساجي سلمان المرشد المرجع الأول للمرشدية وقد (غاب كما يرى المرشديون) في تشرين الأول (أكتوبر) من عام 1998، ولم يوصي بالإمامة لأحد من بعده، لذلك لا توجد عند المرشدية مرجعية دينية بعده.